# فايز محمود
فايز محمود عبد القادر الحصان (1941 - 2011) وهو كاتب وأديب أردني راحل كان مستشاراً لوزير الثقافة الأردني لفترة ما بين 1991-2001، وعضو في رابطة الكتاب الأردنيين وعضو في اتحاد الكتاب العرب ومن أهم مفكرين المنحازين إلى المقاومة.

## النشأة والمهنة
ولد في المنشية/ المفرق عام 1941، حصل على شهادة الثاني الثانوي العملي من مدرسة المفرق الثانوية عام 1985 ، عمل خلال السنوات 1962-1965 متعاوناً مع صحف المنار، وفلسطين، والحوادث، وفي العامين 1966-1967 عمل مندوباً لمجلة الأسرة الأردنية في الكويت ومتعاوناً مع مجلة البيان وعدد من الصحف الكويتية، وفي السنوات 1967-1970 عمل موظفاً في قسم الإعلام والعلاقات العامة بأمانة العاصمة، وفي العامين 1970-1971 عمل موظفاً في وزارة الثقافة والإعلام، وخلال السنوات 1971-1974 انتدب من وزراء الثقافة للعمل في إذاعة عمان. وعمل خلال العامين 1972-1973 مستشاراً ثقافياً في دار فيلادفيا للنشر، وخلال الأعوام 1974-1976 عمل معلقاً إذاعياً، وفي السنوات 1977-1979 تعاون مع صحيفة الأخبار الأردنية، وفي السنتين 1980-1981 عمل مستشاراً ثقافياً في جريدة الفجر في أبو ظبي، ومحرراً في مجلة الأزمنة العربية في الشارقة، ومندوباً لجريدة الرأي في الإمارات، كما عمل خلال السنوات 1982-1987 مندوباً صحفياً لجريدة الرأي وصوت الشعب في محافظة المفرق، ومحرراً في مجلة المواقف الأردنية، ومستشاراً ثقافياً لدار الفدين للنشر، وصحيفة المحرر، وعمل خلال السنوات 1988-1990 مديراً لتحرير مجلة أفكار، وخلال السنوات 1991-2001 عمل مستشاراً لوزير الثقافة، ورئيس تحرير لمجلة صوت الجيل وعضو هيئة تحرير لمجلة أفكار وعضو لجنة التخطيط والتنسيق في الوزارة. وهو عضو في رابطة الكتاب الأردنيين (أي شؤون خارجية سابقة في هيئتها الإدارية) وعضو اتحاد الكتاب العرب، وعضو مؤسس في منتدى المفرق الثقافي، وفي الجمعية الثقافية لتعميم اللغة الفصحى (عضو في هيئتها الإدارية سابقاً) وعضو مؤسس في جمعية أصدقاء الآثار بمحافظة المفرق.
حاز على جائزة غالب هلسا للإبداع الثقافي من رابطة الكتاب عام 1994 وعلى ميدالية الحسين للتفوق من الفئة الأولى في مجال الآداب للعام 2000.

## مؤلفاته
1. الحقيقة (بحث في الوجود)، ط1، عمان: المطبعة الهاشمية، 1971. ط2، عمان: المطبعة النموذجية، 1989.[5]
2. العبور بدون جدوى (قصص) عمان: دار فيلادلفيا للنشر، 1973.[6]
3. الأبله (قصة) عمان: رابطة الكتاب، 1979.[6]
4. القبائل (قصص) عمان: اتحاد الكتاب الفلسطينيي،1981.
5. مشكلة الحب (العناء الإنساني دون جدوى) عمان: دار الأفق الجديد، 1982.
6. المفرق (تاريخ صحرواي) عمان: دار الأفق الجديد، 1983.
7. تيسير سبول (العربي الغريب) عمان: دار الكرمل، 1984.
8. الحرية والضرورة (في مجتمعات الإنسان والنمل) عمان: دائرة الثقافة والفنون، 1985.[7]
9. أوراق فلسفية، عمان: وزارة الثقافة، 1988.
10. ثلاثة نقوش محجوبة (1) عمان: دار النسر، 1989.[8]
11. ثلاثة نقوش محجوبة (2) عمان: رابطة الكتاب، 1997.
12. صدى المنى (نصوص المقال) اربد: دار قدسية، 1990.
13. قابيل (قصص) عمان: وزارة الثقافة، 1991.[6]
14. آفاق (في الفكر والعلوم) عمان: مطابع الدستور بدعم من وزارة الثقافة، 1996.[9]
15. نزف مكابر (نصوص قصصية) عمان: دار النسر، 1996.ط2 2003.[6]
16. ثلاثة نقوش محجوبة (2) رابطة الكتاب ودار الكرمل، عمان، 1997.
17. بلا قبيلة (مختارات قصصية) المؤسسة العربية للدراسات والنشر، بيروت، 1997. ط2، وزارة الثقافة الأردنية، عمان، 2002.[6]
18. الأردن آفاق وطنية وقومية، عمان، دار الإيمان 1998.
19. شروق -نصوص الخفاء- أمانة عمان الكبرى، 1998.
20. الأعمال القصصية الكاملة، البنك الأهلي الأردني ودار ورد الأردنية، عمّان، 2006.[10]

يرى البعض النقاد بأن فايز محمود قام بانتحال كتابات الآخرين وادرجها في نصوص كتاباته علناً.  في الملحق الثقافي لصحيفة "الرأي" الأردنية، عدد الجمعة 4/4/200، يقول المفكر السوري صبحي حديدي: نشر فايز محمود مقالة بعنوان «الأسطورة والمعنى (شتراوس)»، بلغت 965 كلمة، في إحصاء جهاز الكومبيوتر الذي أستخدمه، لم يكن له فيها، تأليفاً، سوى أقلّ من... 60 كلمة! ما خلا هذه، فإنّ النصّ منسوخ بأكمله عن كتاب الأنثروبولوجي الفرنسي الشهير كلود ليفي ـ ستراوس «الأسطورة والمعنى»، الذي تشرّفت بترجمته إلى العربية، وصدرت طبعته الأولى سنة 1985.

## الوفاة
تعرض الأديب فايز لحادث مؤسف كسرت فيه إحدى فقرات الظهر وبالرغم من الظروف الصحية والحياتية التي ألمت به في السنوات الأخيرة، إلا أنه كان مواظبا على مواصلة الكتابة، وبعدها بأشهر توفي الأديب فايز فجر يوم الثلاثاء الموافق 12 / 7 من عام 2011،   وحيدا ومهملا في مستشفى الجامعة الأردنية جراء اصابتة بجلطة قلبية حادة، حيث كانت تنتظره عقوبة السجن لعدم دفع اجرة السكن. ويشير سعود قبيلات إلى أن الظروف السيئة التي عانى منها الراحل فايز محمود، ويقول: اعرف ان حياته كانت صعبة وظروفه المعيشية كانت قاسية وهذا مؤسف خاصة بالنسبة لكاتب معروف كفايز محمود وهذه مسؤولية المجتمع والدولة ويجب ان يكون ذلك عبرة للمستقبل لعدم ترك أي كاتب أو مبدع في مثل هذا الوضع السيئ ومن المسيء لسمعة البلد ان يعاني المفكرون والكتّاب والادباء من مثل هذه الظروف المؤلمة التي طالما عانى منها فايز محمود.  ونعى وزير الثقافة جريس سماوي الأديب الراحل مؤكداً أن الوسط الثقافي الأردني خسر مبدعا ومثقفا ومفكرا أسهم في رفد المكتبة العربية بعدد وفير من المؤلفات التي تهتم بسائر حقول الفكر والإبداع والمعرفة.  يذكر له أنه أثرى المكتبة الأردنية والمكتبة العربية براوئع مؤلفاته التي شهد له فيها القاصي والداني من الأدباء والمفكرين ولم يجد أجرة الطريق من بيته وإلى جريدة (الرأي) الذي يعد من كتابها المرموقين ذات زمان.